# Ørken under vandet
|  | Denne artikel er oprettet af botten Steenthbot ud fra en ekstern database. Den kan derfor have sproglige fejl eller mangler. Denne skabelon kan fjernes efter kontrol af indholdet. |

Ørken under vandet er en dansk dokumentarfilm fra 2022 instrueret af Emile Carlsen og Simon Sticker.

## Handling
De danske kyster er noget helt særligt. Rå naturstrande, dybblåt hav og lokalt fiskeri lever stærkt i vores selvfortælling. Men under havoverfladen er virkeligheden en anden. Her ligger tykt mudder på bunden, ålegræsset er pist væk, og store dele af havets liv og fisk er blevet kvalt af for meget kvælstof. I mange fjorde, bugter og vandløb er havbunden blevet til en ørken under vandet. Dokumentaren er en rejse rundt til Danmarks kyster og møder med erhvervs- og lystfiskere, dykkere, forskere og naturforkæmpere, der tager os med under overfladen.